# Ooperipatus caesius
Ooperipatus caesius är en klomaskart som beskrevs av Reid 2000. Ooperipatus caesius ingår i släktet Ooperipatus och familjen Peripatopsidae. Inga underarter finns listade i Catalogue of Life.